# Katie Willis
Katie Willis (* 1. Mai 1991 in Calgary, Alberta) ist eine ehemalige kanadische Skispringerin.

## Werdegang
Willis trat im Juli 2004 beim in Park City ausgetragenen ersten Springen des neu eingeführten Ladies Continental Cups (COC) an und belegte den siebten Platz, einen Tag später wurde sie 17. Darauf trat sie bei den in diesem Jahr noch nicht zum Continental Cup zählenden Springen der FIS-Ladies-Tournee an, die an vier Orten in Deutschland und Österreich stattfanden. Dabei wurde ein neunter Platz in Pöhla ihr bestes Ergebnis. Im Winter 2004/05 trat sie bei keinen internationalen Wettkämpfen an, sondern startete erst wieder im Sommer 2005 bei den nun in den Continental Cup eingegliederten Springen der Ladies Tournee. Dabei konnte sie das Springen am 9. August in Klingenthal gewinnen und belegte in der Gesamtwertung den fünften Platz. Im folgenden Winter nahm sie an der Junioren-Weltmeisterschaft 2006 in Kranj teil, wo sie den neunten Platz belegte. Bei den folgenden COC-Springen des Ladies Grand Prix belegte sie konstant Plätze unter den besten 20. Zum Saisonende 2005/06 nahm sie auch an den Springen im japanischen Zaō teil. Bei den Sommerspringen 2006 sprang sie zumeist auf Plätze im vorderen Bereich. In der Gesamtwertung der Ladies-Tournee belegte sie den dritten Platz. Im Winter 2006/07 platzierte sie sich konstant unter den besten Zehn und konnte das wegen Schneemangels von Schönwald nach Schonach verlegte Springen des Ladies Grand Prix gewinnen. In der Grand Prix-Wertung belegte sie den dritten Platz. Bei der zum Saisonende in Planica ausgetragenen Juniorenweltmeisterschaft 2007 sicherte sie sich die Silbermedaille. Bei den Sommerspringen 2007 belegte sie wieder nur Plätze unter den besten Zehn und konnte mit dritten Plätzen in Bischofsgrün und Lake Placid weitere Podestplätze feiern. Im Winter 2007/08 trat sie etwas schwächer auf und platzierte sich nur im Mittelfeld. Ein zehnter Platz in Schönwald blieb ihr bestes Ergebnis bei einem COC, bei der Junioren-WM 2008 in Zakopane wurde sie Siebte. Im Sommer 2008 war ein zehnter Platz in Pöhla ihr bestes Ergebnis, bei der im September stattfindenden Generalprobe für die Weltmeisterschaft in Liberec verpasste sie bei beiden Springen den zweiten Durchgang. Im Winter 2008/09 konnte sie sich jedoch zumeist wieder unter den besten 20 platzieren, wurde jedoch bei der in Štrbské Pleso stattfindenden Juniorenweltmeisterschaft nur 24. Bei der schließlich am 20. Februar in Liberec ausgetragenen Nordischen Skiweltmeisterschaft 2009 belegte sie den 19. Platz im erstmals ausgetragenen Damenbewerb. Im Sommer 2009 verpasste sie bei den beiden Springen in Bischofsgrün den zweiten Durchgang. Ein paar Tage später schaffte sie es in Pöhla als 26. in den zweiten Durchgang. Zwei weitere Tage später verpasste sie im ersten Springen in Oberwiesenthal erneut den zweiten Durchgang und trat beim zweiten Springen nicht an.
Anschließend beendete sie ihre Karriere.